# Ibaïkak
Ibaïkak est un village de la commune de Massock-Songloulou; située dans le département de la Sanaga-Maritime et la région du Littoral au Cameroun. Il est situé sur la piste rurale qui mène à Nkom et Nyaho.

## Population
En 1967, Ibaïkak comptait 293 habitants, principalement Bassa.
Lors du recensement de 2005, 143 personnes y ont été dénombrées.